# Шулевський Борис Борисович
Бори́с Бори́сович Шуле́вський — український геральдист. Автор понад 40 гербів і проектів гербів міст і селищ міського типу України.
Був членом Комісії з геральдики Всесоюзного об'єднання колекціонерів-фалеристів (ВОКФ), головою Експертної групи Комісії з геральдики ВОКФ.

## Творчість
Автор гербів міст і селищ міського типу Хмельницької області — Дунаївців (затверджено 25 січня 1990 року), Городка (затверджено 23 червня 1989 року), Ярмолинців (затверджено у січні 1991 року), Сатанова (затверджено 23 червня 1989 року) . Ці герби, як зазначив історик Юрій Савчук, об'єднуються деякими спільними рисами: це характерний поділ щита, зображення у вільному полі золотого усміхненого сонечка, написи — назви міст. Хоча проекти Шулевського позначені прагненням опертись на історичну традицію. проте це прагнення не завжди послідовне. Зокрема, він відкинув старовинну емблему Дунаївців, яка, за словами Юрія Савчука, «могла б стати окрасою будь-якого європейського герба» (мається на увазі зображення журавля з каменем у піднятій лапі; його повернено до герба міста ухвалою сесії Дунаєвецької міської ради від 9 квітня 2003 року). Також, на думку Юрія Савчука, невдалими були спроби Шулевського поєднати давні й новочасні символи. .

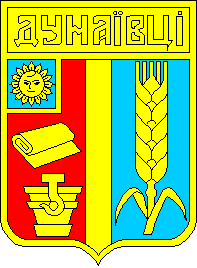
Герб Дунаївців (1990)
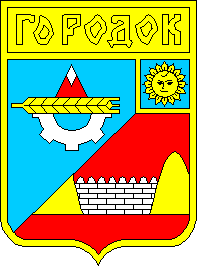
Герб Городка (1989)
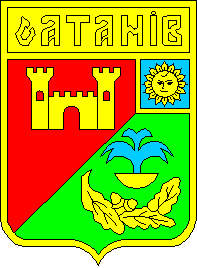
Герб Сатанова (1989)
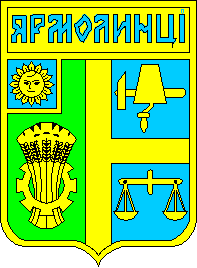
Герб Ярмолинців (1991)

У 1960—1980 роках Борис Шулевський ввів до опису створених ним ескізів гербів нове поняття — «український щит». Хоча зображення були вміщені в доволі традиційну для Європи форму щита — іспанську, з округлою базою, геральдист-оформлювач пішов далі: цей щит він ввів додатково ще до одного щита, поданого у вигляді картуша (це видно на прикладі гербів Бородянки, Кагарлика, Сквири, Рокитного, Козина, Ржищева, Українки, Ворзеля, Бучі Київської області). Очевидно, саме щит-дублер і вважав Шулевський «українським», хоча за типологією той схожий до варязького. Гостра критика геральдистів на адресу нововведення, зокрема Георгія Вілінбахова , дещо призупинила множення помилок, хоча, як зазначила історик Ярослава Іщенко, «на місцях ще продовжували існувати і навіть затверджувати новотвори з назвою міста в главі, з дивовижними формами щита та подібними за графічно-мистецьким втіленням фігури (будівлі, терикони, палаючі зірки, тепловози, рейки, знаряддя праці тощо), що аж ніяк не вирізняли місто» .

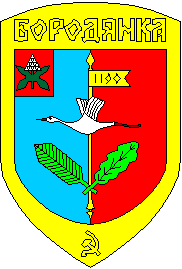
Герб Бородянки (1990)
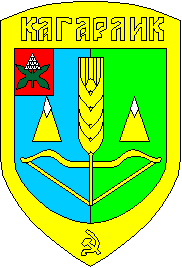
Герб Кагарлика (1989)
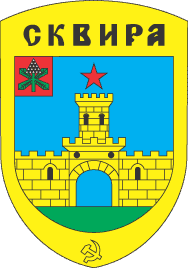
Радянський герб Сквири (1989)
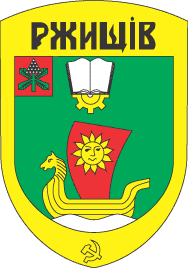
Радянський герб Ржищева (1990)
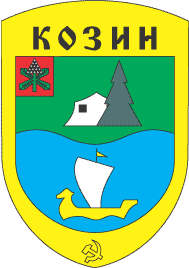
Герб Козина (1989)
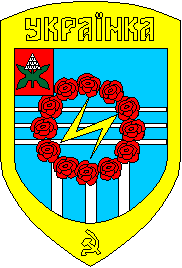
Радянський герб Українки (1989)
Радянський герб Ворзеля (1990)
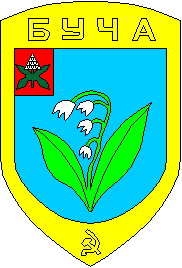
Радянський герб Бучі (1990)
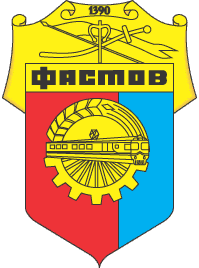
Радянський герб Фастова
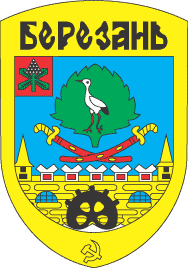
Радянський герб Березані (1990)
Радянський герб Гостомеля (1990)